# Marco Corner (cardenal)
Marco Corner o Cornaro (Venecia, 1482-ibid, 26 de julio de 1524) fue un eclesiástico italiano. 

## Biografía

### Familia
Nacido en el seno de una familia noble y adinerada, fue hijo de Giorgio Corner y de Elisabetta Morosini; por parte de padre era sobrino de Caterina Cornaro, que en aquellas fechas era reina de Chipre. 
Destinado desde joven a la carrera eclesiástica, al igual que su hermano Francesco, la influencia y riqueza de su familia ayudaron mucho en el ascenso de ambos.  

### Vida religiosa
Marco era protonotario apostólico cuando a los dieciocho años de edad el papa Alejandro VI le creó cardenal de Santa Maria in Portico en el consistorio de septiembre de 1500, canónigo de Padua el año siguiente, abad de San Zeno en Verona y de Carrara en Toscana, y obispo de Cremona. 
Participó en el cónclave de septiembre de 1503 en que fue elegido papa Pío III y en el de octubre del mismo año en que lo fue Julio II, que le concedió la diócesis de Verona. 
Patriarca de Constantinopla en 1506, título al que renunció el año siguiente, abad de Cerreto y legado de la provincia de Patrimonio en 1508, tuvo un papel destacado como intermediario, junto al cardenal Domenico Grimani, en los desencuentros entre los Estados Pontificios y la República de Venecia durante la guerra de la Liga de Cambrai que enfrentaba a ambos países. 
Se halló presente en el cónclave de 1513 en que fue elegido papa León X, que le nombró cardenal de Santa Maria in Via Lata y en 1517 obispo de Padua, y ya como cardenal protodiácono en el de 1521-22 en que lo fue Adriano VI y en el de 1523 en que subió al trono de San Pedro Clemente VII, bajo cuyo pontificado optó sucesivamente por los títulos de S. Marcos, Albano y Palestrina.

### Fallecimiento
Fallecido repentinamente en Venecia en 1524 a los 42 años de edad, fue sepultado en la iglesia de San Giorgio Maggiore; en 1570 la familia ordenó su traslado a la basílica de San Marcos.